# 多布羅帕索韋
47°58′0″N 36°17′21″E / 47.96667°N 36.28917°E
多布羅帕索韋（烏克蘭語：Добропасове），2017年前名為切爾沃内利曼（烏克蘭語：Червоний Лиман），是位於烏克蘭中部的村莊，由第聶伯羅彼得羅夫斯克州裡錫內利尼科韋區的波克羅夫斯凱市鎮負責管轄。該村處於沃夫恰河左岸，距離亞歷山德里夫卡1公里，面積0.86平方公里，2001年人口475。